# Experimento aleatorio

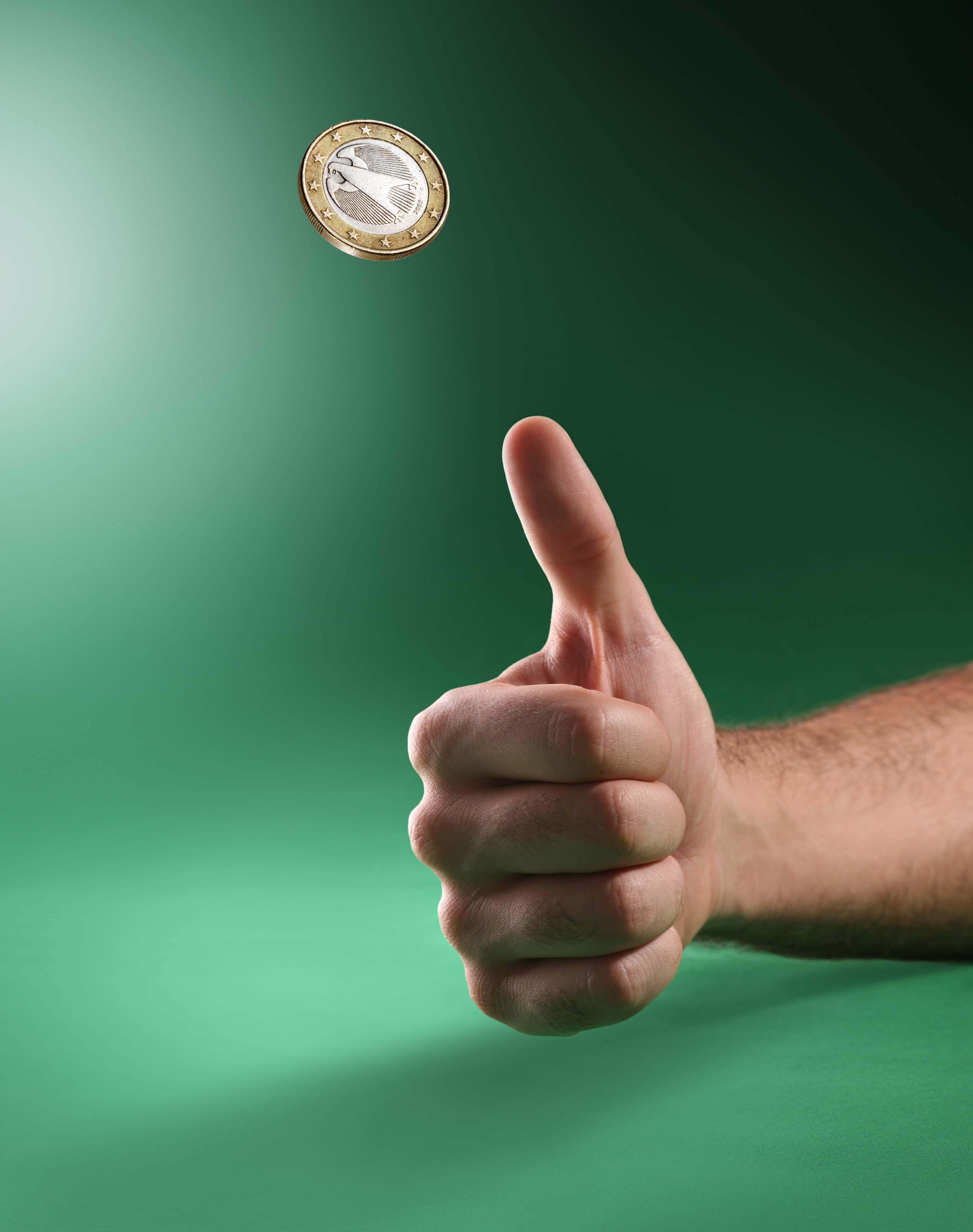
Ejemplo de experimento aleatorio el de la moneda muchos pensaran que es 50 50 pero no es así

Un experimento aleatorio es la reproducción controlada de un fenómeno en el cual existe incertidumbre sobre el resultado que se obtendrá. Aun bajo el mismo conjunto aparente de condiciones iniciales, los resultados pueden variar de una realización a otra. Esto significa que no se puede predecir o reproducir con certeza el resultado exacto de cada experiencia particular. Ejemplos comunes incluyen el lanzamiento de un dado, una moneda o la extracción de una carta de una baraja. 
En teoría de la probabilidad , un experimento o ensayo  es el modelo matemático de cualquier procedimiento que puede repetirse infinitamente y tiene un conjunto bien definido de posibles resultados , conocido como espacio muestral.  Se dice que un experimento es aleatorio si tiene más de un resultado posible y determinista si solo tiene uno. Un experimento aleatorio con exactamente dos resultados posibles ( mutuamente excluyentes ) se conoce como ensayo de Bernoulli.

## Experimentos y ensayos
Los experimentos aleatorios suelen realizarse repetidamente, de modo que los resultados colectivos puedan someterse a análisis estadístico . Un número fijo de repeticiones del mismo experimento puede considerarse un experimento compuesto , en cuyo caso las repeticiones individuales se denominan ensayos . Por ejemplo, si se lanza la misma moneda cien veces y se registra cada resultado, cada lanzamiento se consideraría un ensayo dentro del experimento compuesto por los cien lanzamientos.

## Clasificación de los experimentos aleatorios
Un experimento aleatorio se considera como tal si cumple dos condiciones esenciales:
- Es imposible predecir con certeza el resultado exacto antes de realizar el experimento.
- Cada realización se denomina una prueba o experiencia.[4]

Los experimentos aleatorios se pueden clasificar según dos criterios principales:

### 1. Según la posibilidad de enumerar los resultados
- Espacio muestral discreto (numerable): contiene un número finito o contablemente infinito de posibles resultados. Por ejemplo, al lanzar un dado, los posibles resultados son los enteros del 1 al 6, o en experimentos como contar lanzamientos hasta obtener cierta cara, que generan conjuntos infinitos contables .
- Espacio muestral continuo (no numerable): contiene un número incontable de resultados, como valores reales dentro de un intervalo. Ejemplos típicos son mediciones de tiempo, peso o temperatura.[5]

### 2. Según la cantidad de resultados posibles
- Resultados finitos: el conjunto posible es limitado y se puede identificar un último elemento, como en el lanzamiento de una moneda o dado.
- Resultados infinitos: el conjunto es ilimitado y no finito; por ejemplo, contar cuántos lanzamientos se requieren hasta obtener una cara específica en un dado, lo que genera un número arbitrariamente grande de posibles resultados.

## Controversia
Existe cierta controversia sobre si los fenómenos aleatorios existen realmente o simplemente surgen del desconocimiento de los factores que desencadenan el mismo o de las leyes físicas que lo rigen. Por ejemplo, si en el lanzamiento de un dado conociéramos exactamente la fuerza, altura al suelo y ángulo del lanzamiento, las dimensiones exactas del dado y las propiedades del suelo, se podría mediante complejos cálculos conocer el resultado final. Es por esto que algunas veces se define un fenómeno aleatorio como aquel en el que pequeños cambios en sus factores producen grandes diferencias en su resultado.
Esto no quiere decir necesariamente que exista un completo determinismo científico, sino que en ocasiones el azar es consecuencia de la ignorancia de un suceso o de la incapacidad para procesar toda la información que se tiene.
Algunas propuestas realizadas desde la física, como la interpretación de Copenhague de la mecánica cuántica sostienen que a nivel atómico existen los fenómenos aleatorios genuinos, aunque otras interpretaciones como la de David Bohm atribuyen la aleatoriedad aparente de los fenómenos cuánticos a la ignorancia de ciertas condiciones (las teorías cuánticas deterministas reciben el nombre de teorías de variables ocultas).